# Погребівська сільська рада (Прилуцький район)
Погребі́вська сільська́ ра́да — адміністративно-територіальна одиниця та орган місцевого самоврядування у Прилуцькому районі Чернігівської області. Адміністративний центр — село Погреби.

## Загальні відомості
Погребівська сільська рада утворена у 1920 році.
- Територія ради: 75,62 км²
- Населення ради: 628 осіб (станом на 2001 рік)

## Населені пункти
Сільській раді підпорядковані населені пункти:
- с. Погреби
- с. Миколаївка

## Склад ради
Рада складається з 12 депутатів та голови.
- Голова ради: Хоменко Володимир Миколайович
- Секретар ради: Федорець Анатолій Олександрович

### Керівний склад попередніх скликань
| Прізвище, ім'я, по батькові   | Основні відомості                                                          | Дата обрання | Дата звільнення |
| ----------------------------- | -------------------------------------------------------------------------- | ------------ | --------------- |
| Чорнодід Микола Анатолійович  | Сільський голова, 1962 року народження, член Соціалістичної партії України | 26.03.2006   | 31.10.2010      |
| Хоменко Володимир Миколайович | Сільський голова, 1961 року народження, освіта вища, член Партії регіонів  | 31.10.2010   |                 |

Примітка: таблиця складена за даними сайту Верховної Ради України

### Депутати
За результатами місцевих виборів 2010 року депутатами ради стали:

#### За суб'єктами висування
| Суб'єкт висування            | Кількість обраних депутатів | %    |
| ---------------------------- | --------------------------- | ---- |
| Самовисування                | 8                           | 66,7 |
| Соціалістична партія України | 4                           | 33,3 |

#### За округами
| № округу                     | Прізвище, ім'я, по батькові           | Дата визнання обраним | Освіта             | Партійна приналежність             | Відомості про обраного депутата                           |
| ---------------------------- | ------------------------------------- | --------------------- | ------------------ | ---------------------------------- | --------------------------------------------------------- |
| Соціалістична партія України |                                       |                       |                    |                                    |                                                           |
| 1                            | Сорока Лариса Миколаївна              | 31.10.2010            | середня            | позапартійна                       | тимчасово не працює                                       |
| 2                            | Шевченко Галина Степанівна            | 31.10.2010            | середня            | позапартійна                       | пенсіонер                                                 |
| 4                            | Правдивець Зоя Василівна              | 31.10.2010            | вища               | позапартійна                       | пенсіонер                                                 |
| 6                            | Хоменко Володимир Миколайович         | 31.10.2010            | середня            | член Соціалістичної партії України | АФ «Миколаївка», механізатор                              |
| Самовисування                |                                       |                       |                    |                                    |                                                           |
| 3                            | Плаван Іван Дмитрович                 | 31.10.2010            | середня спеціальна | позапартійний                      | приватний підприємець                                     |
| 5                            | Решодько Людмила Олександрівна        | 31.10.2010            | середня            | позапартійна                       | Погребівська загальноосвітня школа І-ІІ ст., техпрацівник |
| 7                            | Шевченко Валенти-Валентина Миколаївна | 31.10.2010            | середня спеціальна | позапартійна                       | немає                                                     |
| 8                            | Федорець Анатолій Олександрович       | 31.10.2010            | вища               | член Партії регіонів               | тимчасово не працює                                       |
| 9                            | Бабак Руслан Михайлович               | 31.10.2010            | середня спеціальна | позапартійний                      | фермерське господарство «Про-мінь», водій                 |
| 10                           | Зеніч Катерина Миколаївна             | 31.10.2010            | середня спеціальна | позапартійна                       | Сільська рада, головний бухгалтер                         |
| 11                           | Кебро Андрій Васильович               | 31.10.2010            | середня            | позапартійний                      | приватний підприємець                                     |
| 12                           | Курченко Руслана Володимирівна        | 31.10.2010            | середня спеціальна | позапартійна                       | АФ «Миколаївка», ветфельшер                               |